# Arne Fog Pedersen
Arne Fog Pedersen (* 25. August 1911 in Hinnerup; † 29. November 1984) war ein dänischer Politiker der Liberalen Partei V (Venstre), der unter anderem von 1953 bis 1968 sowie erneut zwischen 1971 und 1976 Rektor der Højskole in Rødding war, der 1844 gegründeten ältesten Volkshochschule der Welt. Er war ferner zwischen 1968 und 1971 Kirchenminister in der Regierung Baunsgaard sowie von 1972 bis 1976 Vorsitzender des Grenzvereins (Grænseforeningen), ein großer dänischer Kulturverein, der 1920 nach der Volksabstimmung in Schleswig gegründet wurde und den dänisch orientierten Bevölkerungsteil südlich der seitherigen Grenze unterstützt.

## Leben

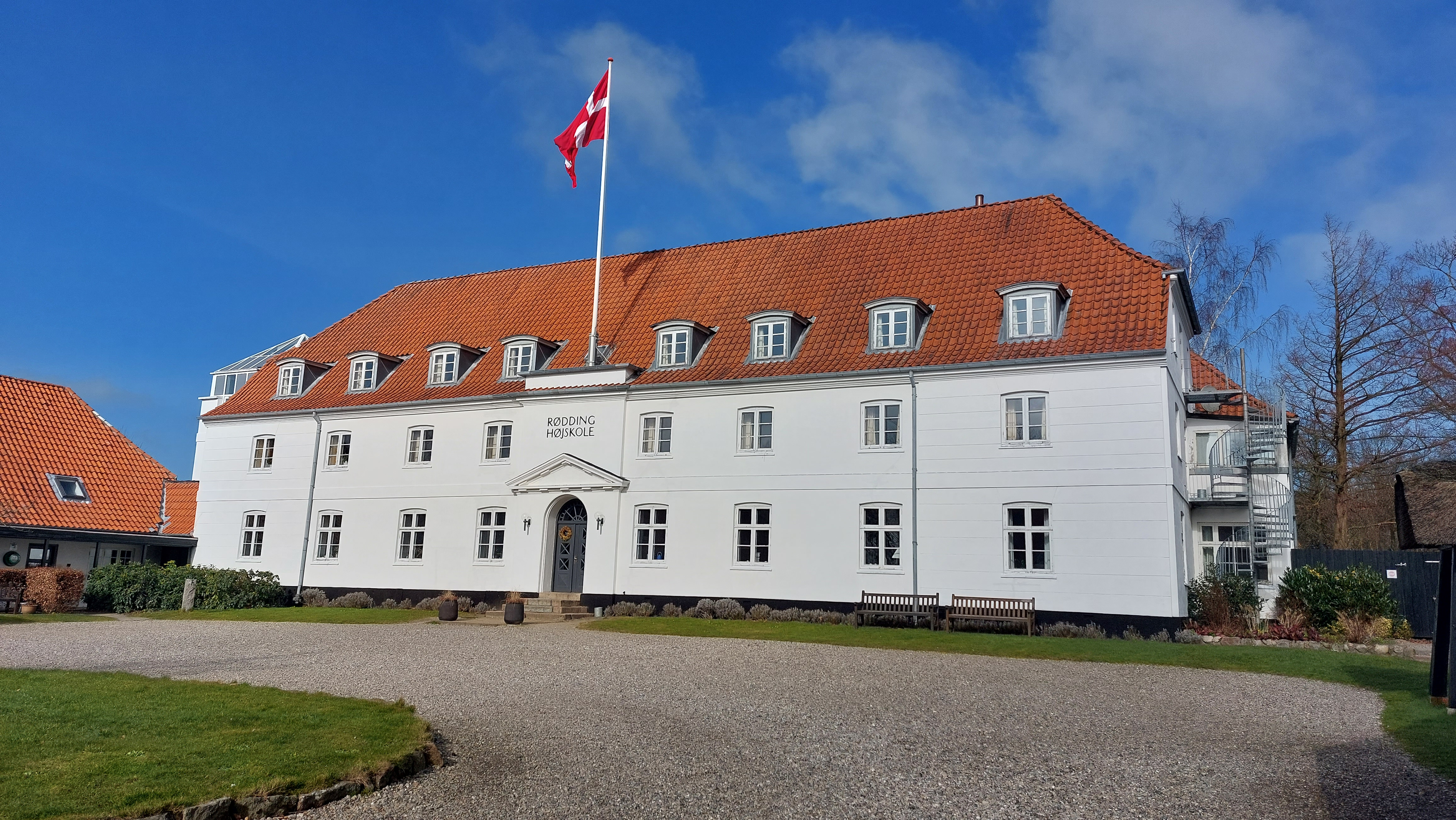
Arne Fog Pedersen war Lehrer und langjähriger Rektor der Højskole in Rødding, der 1844 gegründeten ältesten Volkshochschule der Welt.

Arne Fog Pedersen, Sohn des städtischen Lehrers Anders Jørgen Pedersen († 1942) und dessen Ehefrau Marie Fog Nielsen, begann nach dem Schulbesuch in Svendborg 1929 ein Studium der Theologie und schloss dieses 1939 als candidatus theologiæ ab. Während des Studiums war er zwischen 1933 und 1935 Redakteur der Studentenzeitung Studenterkredsen . Im Anschluss war er zwischen 1939 und 1950 als Lehrer an der Højskole in Rødding, der 1844 gegründeten ältesten Volkshochschule der Welt, sowie zugleich von 1946 bis 1950 Mitarbeiter der Jugendorganisation Dansk Ungdom. Er war zwischen 1950 und 1953 Leiter der Vortrags-Abteilung der öffentlich-rechtlichen Rundfunkgesellschaft Statsradiofonien sowie zwischen 1952 und 1968 erstmals Rektor der Højskole Rødding. Er war ferner zwischen 1953 und 1957 Mitarbeiter der Zeitung Højskolebladet.
Als Nachfolger von Mads R. Hartling war er von 1954 bis zu seiner Ablösung durch Hans Bagge 1968 Vorsitzender des Liberalt Oplysningsforbund (LOF), des Bildungsverbandes der Liberalen Partei. Er engagierte sich des Weiteren von 1955 bis 1968 als Mitglied der dänischen UNESCO-Kommission sowie zwischen 1955 und 1968 als stellvertretender Vorsitzender der Dansk Folkescene, ein vom LOF organisiertes Tourneetheater. 1956 wurde er ferner Mitglied des Aufsichtsrates der Vereinigung Norden (Foreningen Norden), ein in den nordischen Ländern vertretener Verein zur Förderung der kulturellen und politischen Zusammenarbeit zwischen den einzelnen nordischen Ländern, sowie Vorstandsmitglied des Fördervereins Dannevirke, der sich für das Danewerk einsetzt, eine räumlich und zeitlich komplexe, lineare Befestigung des frühen und hohen Mittelalters im nördlichen Schleswig-Holstein. Des Weiteren gehörte er zwischen 1957 und 1968 dem Staatlichen Ausschuss zur Förderung der dänischen Sprache und Kultur im Ausland als Mitglied an und war von 1959 bis 1963 Mitglied des Rundfunkrates (Radiorådet), des obersten Gremiums der öffentlich-rechtlich Rundfunkgesellschaft Danmarks Radio, sowie zugleich zwischen 1959 und 1968 Mitglied des Programmausschusses des Rundfunkrates.
Pedersen, der von 1962 und 1968 Mitglied des Kulturausschusses des Kulturministeriums war, wurde am 2. Februar 1968 als Kirchenminister (Kirkeminister) in die Regierung Baunsgaard berufen und bekleidete dieses bis zum Ende der Amtszeit der Regierung von Ministerpräsident Hilmar Baunsgaard am 11. Oktober 1971. Nach seinem Ausscheiden aus der Regierung nahm er von 1971 bis 1976 wieder sein Amt als Rektor der Højskole Rødding an und war zudem als Nachfolger von Erik Haunstrup Clemmensen von 1972 bis zu seiner Ablösung durch Eskild Friehling 1976 Vorsitzender des Grenzvereins (Grænseforeningen), ein großer dänischer Kulturverein, der 1920 nach der Volksabstimmung in Schleswig gegründet wurde und den dänisch orientierten Bevölkerungsteil südlich der seitherigen Grenze unterstützt. Zuletzt löste er 1976 Troels Fink als Generalkonsul in Flensburg ab und verblieb auf diesem diplomatischen Posten bis 1981, woraufhin Jørgen Peder Hansen seine dortige Nachfolge antrat. Er war seit dem 23. April 1939 mit Mette Marie Høyer Pedersen verheiratet.

## Veröffentlichungen
- Danmarks første Højskole, 1944
- Fyraften. Statsradiofoniens grundbøger, 1953
- Højskolens ungdomstid i breve I, Mitautor, 1960
- Et folk vågner. Venstres historie I, Mitautor Hans Lund, 1970